# Stora Salens naturreservat
Stora Salen är ett naturreservat inom Kinnekulle naturvårdsområde i Götene kommun i Västergötland.
Området är skyddat sedan 2007 och omfattar 29 hektar. Det består av slåtteräng, lövskog och gammal barrskog. Stora Salen ligger söder och väster om Högkullen på Kinnekulle, bergets högsta punkt 306 meter över havet. Reservatet består av två delområden.

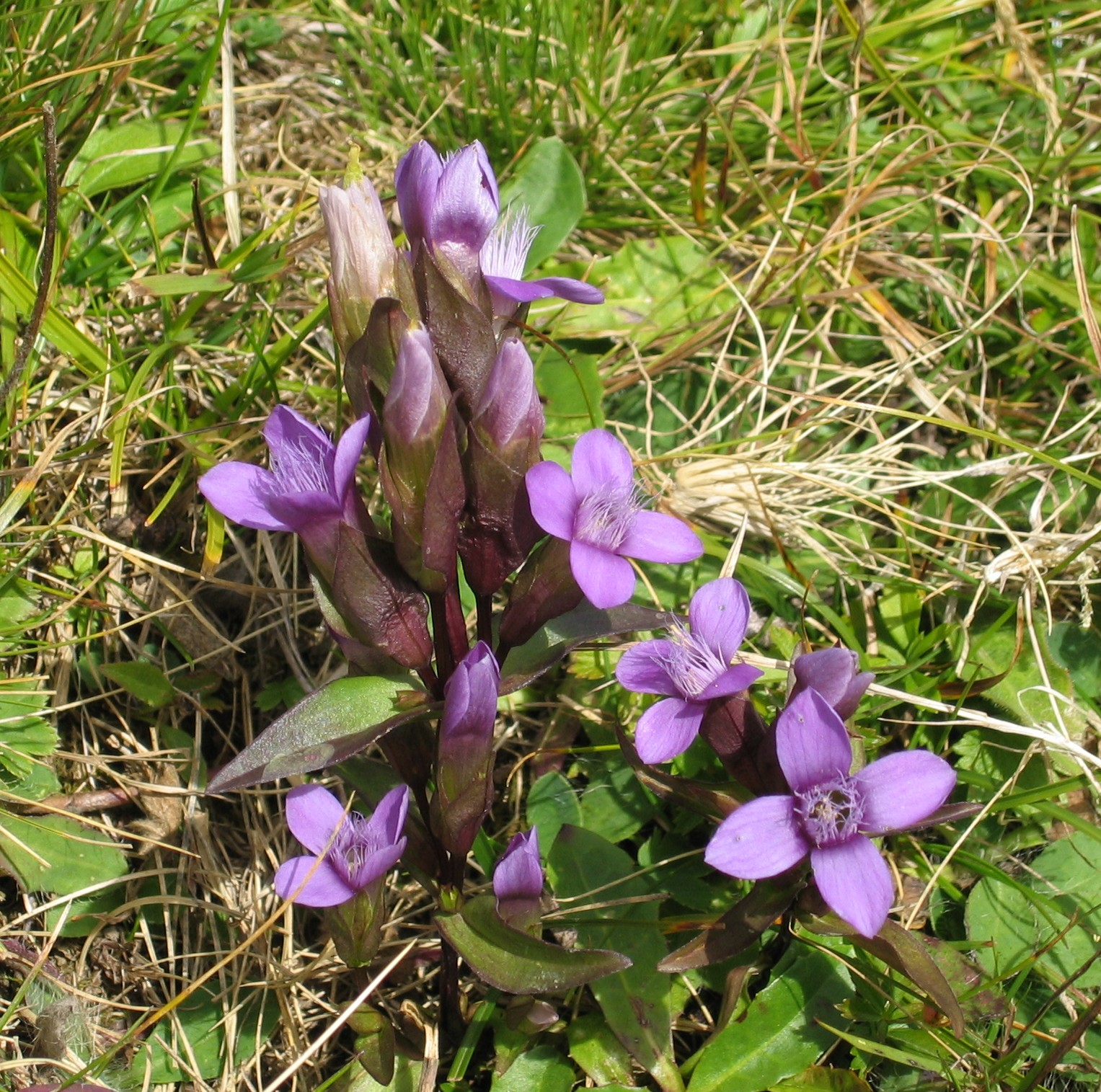
Fältgentiana

Slåtterängen på detta naturreservat har en artrik flora med nattviol, brudbröd och fältgentiana. Ängen slås och räfsas årligen på sensommaren. Härifrån har man utsikt över Vänerns skärgård. I de västra delarna av reservatet växer lövskog med askar, almar och många gamla ekar och oxlar. Den östra delen är en brant och oländig sluttning med stora stenblock och gammal barrskog.
Genom området och kring Högkullen går Kinnekulle vandringsled.
Stora Salens naturreservat ingår i EU:s nätverk av skyddade områden, Natura 2000.